# Alopecosa latifasciata
Alopecosa latifasciata là một loài nhện trong họ Lycosidae.
Loài này thuộc chi Alopecosa. Alopecosa latifasciata được Kroneberg miêu tả năm 1875.